# آموزش آزاد
آموزش آزاد یک عنوان کلی برای دانشگاه‌ها و سازمان‌های آموزشی است که تلاش دارند تا موانع ورود به مقاطع تحصیلی را کمینه کنند. برای نمونه هنگام ورود به این گونه مؤسسه‌ها نیاز نیست تحصیلات آکادمیک داشته باشید. دانشگاه آزاد بریتانیا (به انگلیسی: Open University) و دانشگاه آتاباسکا (به انگلیسی: Athabasca University) در کانادا نیز از این دسته هستند. هردو این دانشگاه‌ها برنامه‌های رایانه‌ای آموزش از راه دور مانند موک (به انگلیسی: Massive open online course: mooc) و آموزش مجازی بهره می‌برند که البته این بهره‌برداری جزو الزامات یک دانشگاه آزاد نیست.
از آنجایی که بیشتر نرم‌افزارهای آموزش مجازی رایگان هستند، قیمت بالای گواهی نامه‌های تحصیلی، موجب شده تا موسسه‌های آزاد طرح گواهی نامه‌های رایگان را مطرح کنند. روش هم‌اکنون توسط سازمان‌هایی مانند سرویس گواهی آکادمی انگلیس (به انگلیسی: United Kingdom Accreditation Service، UKAS) در بریتانیا و آنابا (به انگلیسی: ANABA) اعتبار دهی شده‌است.

## مطالعهٔ بیشتر
- The Open Textbooks Statement of Intent
- Connexions - Sharing Knowledge and Building Communities
- Open Learning Initiative Open and free courses from دانشگاه کارنگی ملون
- openSpace- Free specialist Art, Design, Media & Performance courses Open Education from University College Falmouth
- Wikiversity
- WikiEducator Free Elearning Content
- Writing Commons